# کاریسا و کریستینا شانون
کاریسا و کریستینا شانون، خواهران دوقلوی آمریکایی؛ (متولد ۲ اکتبر ۱۹۸۹ در ان آربر، میشیگان)، مدل و بازیگر نیمه برهنه و پلی بوی هستند. وزن تقریبی ایشان، حدود ۵۷ کیلوگرم است.
ایشان، مدتی برای هیو هیفنر در مجله مشهور پلی بوی فعالیت کرده‌اند. اما، سرانجام، کاخ پلی بوی را ترک کردند. همچنین، کاریسا و کریستینا، در مجموعه تلویزیونی دختران همسایه، به ایفای نقش پرداخته‌اند.
این دو به تازگی در یک فیلم پورن اثر کمپانی برزرز  بازی کرده اند.